# Molfetta Sportiva 1939-1940
Questa voce raccoglie le informazioni riguardanti il Molfetta Sportiva nelle competizioni ufficiali della stagione 1939-1940.

## Rosa
| N. |                   | Ruolo | Calciatore            |
| -- | ----------------- | ----- | --------------------- |
|    | Italia (bandiera) | D     | Dino Barluzzi         |
|    | Italia (bandiera) | C     | Giuseppe Bianco       |
|    | Italia (bandiera) | C     | Giuseppe Calò         |
|    | Italia (bandiera) | D     | Carmine Poli Dalliani |
|    | Italia (bandiera) | A     | Giuseppe De Ceglie    |
|    | Italia (bandiera) | C     | Carlo De Tullio       |
|    | Italia (bandiera) | P     | Luigi Jannone         |
|    | Italia (bandiera) | A     | Francesco Jacobbe     |

| N. |                   | Ruolo | Calciatore          |
| -- | ----------------- | ----- | ------------------- |
|    | Italia (bandiera) | A     | Nicola La Forgia    |
|    | Italia (bandiera) | C     | Vincenzo Larizza    |
|    | Italia (bandiera) | D     | Aldo Monsellato     |
|    | Italia (bandiera) | D     | Ribelle Nesto       |
|    | Italia (bandiera) | D     | Gennaro Sallustio   |
|    | Italia (bandiera) | P     | Salvatore Scardigno |
|    | Italia (bandiera) | D     | Ernesto Zambianchi  |
|    | Italia (bandiera) | A     | Giuseppe Zuza       |